# Chaetonema amphora
Chaetonema amphora är en rundmaskart som beskrevs av Christian Wieser 1953. Chaetonema amphora ingår i släktet Chaetonema och familjen Enoplidae. Inga underarter finns listade i Catalogue of Life.